# Verkiezingen voor het Europees Parlement 2014/Kandidatenlijst/Parti Populaire
Dit is de kandidatenlijst voor de Belgische Parti Populaire voor de Europese verkiezingen van 2014.

## Effectieven
1. Luc Trullemans
2. Patricia Petrons
3. Daniel Dailly
4. Béatrice De Smet
5. Antonia Pau
6. Modesto Chao Fernandez
7. Christine Dalle Mule-Redote
8. Francis Cole

## Opvolgers
1. Michel Mary
2. Lourdes Chao Mallilos Carreras
3. Fabrizio Palmeri
4. Johanna Zalenska
5. Martine Gerber
6. Jacques Weimann